# Koning(in) van de jeugd
Koning(in) van de Jeugd  is sinds 2011 in Nederland een door UNICEF in het leven geroepen titel die jaarlijks wordt toegekend via een verkiezing die plaats heeft bij gelegenheid van van het Kinderrechten Debattoernooi. Kandidaten dienen in de eerste, tweede of derde klas van het voortgezet onderwijs te zitten waardoor de leeftijd van de koning(in) tussen grofweg 10 en 16 jaar zal vallen. De belangrijkste taak voor de Koning(in) van de Jeugd is het uitspreken van de Troonrede van de Jeugd op Kleine Prinsjesdag in de Ridderzaal op de vrijdag voor de echte Prinsjesdag.
De koning(in), het debattoernooi, Kleine Prinsjesdag en de Troonrede van de Jeugd zijn onderdeel van een programma van UNICEF dat de participatie van jongeren in het (politieke) debat wil stimuleren. Daarnaast moet het politici overtuigen kinderen serieus te nemen. Met de Troonrede voor de Jeugd moeten jongeren beter in staat zijn voor hun belangrijke onderwerpen op de politieke agenda te krijgen. Op Kleine Prinsjesdag vinden daartoe debatten plaats tussen jeugd en politici. 
De huidige koning van de jeugd is Yusuf Khalid, leerling van het Vossius Gymnasium in Amsterdam, die in april 2019 werd verkozen.